# 関谷源兵衛

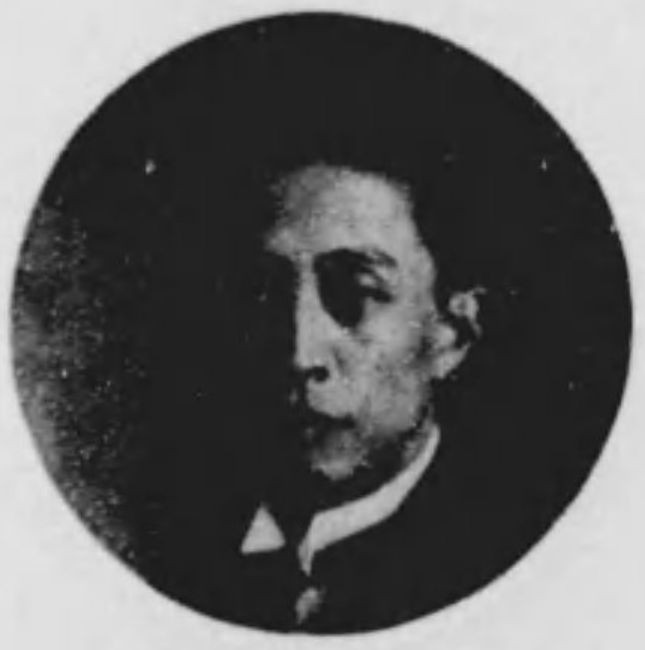
関谷 源兵衛

関谷 源兵衛（せきや げんべえ、1905年（明治38年）1月22日 - 1945年（昭和20年）8月2日）は、日本の政治家、地主・家主。第7 - 9代八王子市長。

## 略歴
1905年（明治38年）1月22日 - 八王子町八幡で質屋を営む家に生まれる。関谷伊重郎の長男。18歳の時に父が死去。家業を営みながら八王子市街自動車株式会社専務、八王子馬匹畜産組合長を務める。1937年（昭和12年）八王子市会議員選挙で当選、翌年1月15日確実とされていた政友会系が推す候補ではなく民政党系が推す関谷が市長に選出されるという意外な結果となる。主な実績として小宮町の合併など。1942年（昭和17年）9月1日退任。1945年（昭和20年）8月2日八王子空襲で落とされた焼夷弾が直撃し死去。

## 人物
八王子市に於ける大地主として知られる。趣味は浄土宗。趣味は謡曲、読書。住所は八王子市八幡町。

## 家族・親族
関谷家
- 祖父・源兵衛 - 第4代八王子町長、同町会議員、第2代八王子商業会議所会頭などを務めた[5]。八王子市犬目町にある甲明神社の鳥居を建立している[6]。
- 父・伊重郎 - 源兵衛が18歳の時に死去。
- 母・コト（1872年 - ?、東京、竹内太左衛門の長女）[2][3]
- 妻・喜（1909年 - ?、山梨、寺田喜平治の三女）[2][3]
- 息子[2][3]